# Bethuel Pakalitha Mosisili

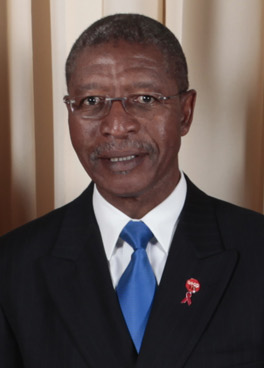
Bethuel Pakalitha Mosisili

Bethuel Pakalitha Mosisili (* 14. März 1945 in Waterfall, Qacha’s Nek) ist ein Politiker in Lesotho. Er war von 1998 bis 2012 Premierminister des Landes und hatte diese Position vom 17. März 2015 bis zum 16. Juni 2017 erneut inne.

## Leben
Mosisili studierte von 1966 bis 1970 an der Universität von Botswana, Lesotho und Swasiland (UBLS). 1970 bis 1971 war er als Gegner der damaligen Regierung unter Leabua Jonathan inhaftiert. Er wechselte danach an die University of Wisconsin in den USA, wo er 1976 einen Master-of-Arts-Abschluss erwarb. In der Folge war er Lehrer und Dozent an verschiedenen Universitäten im südlichen Afrika.
Mosisili gehörte ab 1967 der Basutoland Congress Party an und wurde 1995 stellvertretender Premierminister unter Ntsu Mokhehle. Mokhehle gründete die Partei Lesotho Congress for Democracy (LCD) und trat aus Gesundheitsgründen von seinem Amt zurück. Sein Nachfolger wurde Mosisili. Nach den Wahlen von 1998 wurde er Premierminister, bestätigt durch die Wahlen von 2002 und 2007. Der LCD errang dabei jedes Mal die absolute Mehrheit der Mandate.
Am 23. April 2009 wurde ein Anschlag auf Mosisili verübt, bei dem dieser unverletzt blieb. Einer der Angreifer wurde getötet. Im Februar 2012 gründete er nach Streitigkeiten innerhalb des LCD die Partei Democratic Congress (DC), mit der er bei den Wahlen am 26. Mai 2012 die absolute Mehrheit verfehlte. Er trat am 30. Mai 2012 von seinem Amt zurück. Am 8. Juni 2012 wurde Tom Thabane von der All Basotho Convention als sein Nachfolger vereidigt.
Nach den Wahlen 2015, bei der der DC einen Sitz verloren hatte, wurde er von einer Koalition aus DC, LCD und fünf kleineren Parteien als Kandidat für das Amt des Premierministers bestimmt. Am 17. März 2015 wurde er vereidigt. Mit Wirkung zum 9. November 2016 bildete er sein Kabinett auf zahlreichen Posten um; wenige Tage später traten mehrere Minister zurück. Mosisilis Stellvertreter Monyane Moleleki und der im Exil lebende Thabane kündigten am 24. November 2016 die Bildung einer „Einheitsregierung“ ohne Mosisili an. Am 1. März 2017 verlor seine Regierung ein Misstrauensvotum. Mosisili rief Neuwahlen für den 3. Juni aus. Dabei erhielt der DC nur noch ein Viertel aller Sitze, so dass Mosisili am 8. Juni erklärte, von seinem Amt zurücktreten zu wollen. Am 16. Juni wurde Thabane ein zweites Mal als Mosisilis Nachfolger vereidigt. 2019 trat Mosisili als Parteivorsitzender des DC zurück, Mathibeli Mokhothu wurde zum Nachfolger gewählt.
Mosisili ist mit ’Mathato Mosisili verheiratet. Sie hatten vier Kinder, von denen ein Sohn erschossen wurde.